# Neurodermatit
Neurodermatit (Lichen simplex chronicus), eller klådeksem, är ett samlingsnamn på ofarliga hudsjukdomar som manifesteras genom ett upprepande kliande samt hudutslag på det drabbade området. Tillståndet kan börja som en mindre hudirritation, vilken genom klåda och kliande förvärras. På grund av kliandet blir huden på det aktuella området såväl grövre som tjockare, vilket resulterar i ökad klåda.
Symptomen på neurodermatit är att utslagen på huden är begränsade till en mindre yta och att huden blir tjockare och torr samt kan fjälla till följd av kliandet. Klådeksem kan man drabbas av på flera olika ställen på kroppen: bland annat på armar, ben, rygg, i underlivet samt i anus. I de fall då det förekommer i området kring könet, sitter det ofta på pung eller vulva.
Klådeksem utvecklas ofta i samband med upplevd stress, men kvarstår vanligtvis även då stressen har lindrats. Klådan kan vara så intensiv att den drabbade ofta kliar sig på området. Eksemet kan även komma och gå. För de flesta drabbade är klådan som värst i samband med avslappning eller sömn.